# Hermonassa eucosma
Hermonassa eucosma là một loài bướm đêm trong họ Noctuidae.